# Биљана Станојевић
Биљана Станојевић (Ниш, 1966) српска је песникиња и списатељица. Учесник је више књижевних манифестација у Србији и иностранству.

## Живот и стваралаштво
Рођена у Нишу, 28. марта 1966. године. Објавила је већи број књига, поезије и прозе за одрасле и за децу. Сматра се једном од најзначајнијих књижевних стваралаца млађе генерације. Њене  песме су уврштене у бројне зборнике и антологије, а преведене на енглески, чешки и немачки језик.
Дрво моје... Јаблан лепи је проглашена за најлепшу збирку љубавних песама у 2010. години. Између осталих, добитник је и Прве награде Војислав Илић Млађи   2011. године за дечију поезију. 
Била је учесник  манифестације  Дани Српске културе  у Прагу, 2013. и 2017. године. Редован је учесник Липовачке књижевне колоније и Књижевне колоније у Сићеву, где је 2013. године представљено њено богато стваралаштво.
Оснивач је Друштва уметника Светионик, који даје пуну подршку младим талентима, организује књижевне сусрете, промоције писаца и песника, концерте, изложбе. Бави се издаваштвом, продукцијом као и хуманитарним радом. Чланови Светионика су одржали до сада 50 представа за децу Питалица-Свезналица. Представа је извођена у више градова у Србији.
Биљана Станојевић је и творац урбаног кабареа Шапутање - пројекат културно-забавног карактера, у коме учествују уметници из свих области, са циљем  приближавања свог стваралаштва широким масама. 
Рецензент и лектор, Биљана Станојевић  живи и ради у Нишу.

## Дела

### Књиге
- Не каје се луталица(1994)
- Да будем велика (2004)
- Добри тамничар (2006)
- " Поклони се бољима" (2007)
- Фер плеј у Вилинграду (2008)
- Портрет једног пролећа (2009)
- "Мудрице" (2010)
- "Дрво моје... Јаблан лепи" (2010)
- "Мала хроника велике породице" (2011)
- "Балада о вину" (2012)
- "Сад сам мало већа" (2012)
- "Рима без позлате" (2012)
- " Цар Константин... мали ( 2013)
- "Мрвице љубави" (2014)
- "Један од прошлих живота" (2015)
- Шта хоћеш, несрећо?! (2015)
- " Чувар немира" (2015)
- " Чекајући привид" (2017)
- " Велика" (2017)